# بختک بالا
بختک بالا، روستایی از توابع بخش سرباز شهرستان سرباز در استان سیستان و بلوچستان ایران است.

## جمعیت
این روستا در دهستان سرباز قرار دارد و براساس سرشماری مرکز آمار ایران در سال 1395، جمعیت آن320 نفر51خانوار) بوده‌است.